# Stefaan Vercamer
Stefaan Vercamer (Deinze, 9 juni 1961) is een Belgisch politicus voor CD&V en voormalig parlementslid.

## Levensloop
Vercamer studeerde in 1982 af als sociaal assistent aan de Sociale Hogeschool KVMW in Gent en behaalde in 2000 nog een licentie in de politieke en sociale wetenschappen aan de Université Catholique de Louvain. In 1982 werd hij regionaal medewerker van het Landelijk Verbond van Christelijke Coöperaties (LVCC). In 1984 werd hij regionaal manager van het LVCC in de Vlaamse Ardennen, hetgeen hij combineerde met het regionale redacteurschap van het weekblad Visie. Daarna was hij van 1987 tot 2007 verbondssecretaris van het ACW in Zuid-Oost-Vlaanderen.
Hij zetelde vanaf de verkiezingen van juni 2007 in de Kamer van volksvertegenwoordigers. Hij werd zowel in 2010 als 2014 herkozen. In de Kamer hield hij zich bezig met sociale zaken. Ook was hij van 2014 tot 2019 lid van de Parlementaire Vergadering van de Raad van Europa. Bij de verkiezingen van mei 2019 kwam hij opnieuw op voor de Kamer van volksvertegenwoordigers met een derde plaats op de kieslijst van Oost-Vlaanderen maar werd niet herkozen. 
Na de gemeenteraadsverkiezingen van oktober 2012 werd hij te Oudenaarde aangesteld tot OCMW-voorzitter en schepen van Sociale Zaken. Na de gemeenteraadsverkiezingen van 2018 werd hij schepen van Cultuur, Landbouw, Werk, Huisvesting en Burgerzaken. Hij werd in oktober 2024 herkozen als lijstduwer op de lijst Iedereen9700!, maar besloot zijn zetel af te staan om de jongere generatie kansen te geven.
Na zijn parlementaire loopbaan was Vercamer van 2019 tot 2020 kabinetsmedewerker voor federaal minister van Werk en Economie Nathalie Muylle. Sinds 2021 is hij ook halftijds stafmedewerker bij de zorggroep Curando en sinds april 2024 is hij voorzitter van de Europese Unie voor Senioren.
Vercamer was daarnaast van 2013 tot 2022 voorzitter van de raad van bestuur van het ziekenhuis AZ Oudenaarde en is sinds 2013 voorzitter van de sociale huisvestingsmaatschappij SHM Vlaamse Ardennen, het latere Woonmaatschappij Vlaamse Ardennen.
Zijn vader Roger Vercamer was burgemeester van Vinkt en zijn broer Alexander Vercamer bestendigd afgevaardigde van de provincie Oost-Vlaanderen.

## Eretekens
- ridder in de Leopoldsorde